# Joaquín Fermandois
José Joaquín Fermandois Huerta (Viña del Mar, 23 de agosto de 1948) es un historiador chileno, ensayista y teórico de la Historia, experto en relaciones internacionales de su país y en historia contemporánea. A lo largo de su carrera se ha desempeñado como investigador y profesor del Instituto de Historia de la Universidad Católica de Chile, y ha sido descrito como un intelectual de derecha.
Discípulo de los pensadores tradicionalistas Mario Góngora y Héctor Herrera Cajas, ha dicho ser también un seguidor del historiador Arnold J. Toynbee.

## Biografía
Estudió Historia en la Universidad Católica de Valparaíso, de la que egresó en 1970. Después realizó estudios de posgrado en Alemania y España, donde obtuvo un doctorado por la Universidad de Sevilla (1984).
Es Miembro de Número de la Academia Chilena de la Historia y profesor del Instituto de Historia de la Universidad Católica de Chile. 
Fue director subrogante del Instituto de Estudios Internacionales de la Universidad de Chile (1996-1998). Además de su labor como historiador, es columnista en el diario El Mercurio. Ha sido considerado uno de los intelectuales públicos más influyentes en Chile.
A través de sus textos, ha polemizado con otros investigadores sobre la política exterior de los Estados Unidos, la Unidad Popular y las transformaciones que vivió la sociedad chilena a lo largo del siglo xx.

## Obras

### Libros
- La noción del totalitarismo, Editorial Universitaria, Santiago, 1979
- Stalin y la construcción del imperio soviético, Instituto de Estudios Internacionales Universidad de Chile, Serie de publicaciones especiales N.º 36, Santiago, 1979

- Política y trascendencia en Ernst Jünger 1920-1934, Editorial Andrés Bello, Santiago, 1982
- Chile y el mundo 1970-1973. La política exterior del gobierno de la Unidad Popular y el sistema internacional, Ediciones Universidad Católica de Chile, Santiago, 1985
- Abismo y cimiento. Gustavo Ross y las relaciones entre Chile y Estados Unidos 1932-1938, Ediciones Universidad Católica de Chile, Santiago, 1997
- Mundo y fin de mundo. Chile en la política mundial. 1900-2004, Ediciones Universidad Católica de Chile, Santiago, 2005
- Historia política del cobre. 1945-2008, en coautoría con Jimena Bustos y María José Schneuer; Centro de Estudios Bicentenario, Santiago, 2009
- La revolución inconclusa. La izquierda chilena y el gobierno de la Unidad Popular. Santiago, Centro de Estudios Públicos (2013)
- La Democracia en Chile. Trayectoria de Sísifo. Santiago, Ediciones UC y Centro de Estudios Públicos (2020)

### Artículos
- Chile y la "cuestión cubana", 1959-1964 (1982)
- Guerra y hegemonía, 1939-1943. Un aspecto de las relaciones chileno-norteamericanas (1988)
- Del unilateralismo a la negociación. Chile, Estados Unidos y la deuda de largo plazo, 1934-1938 (1991)
- Ernst Jünger, escritura en tiempos de catástrofe (1995)
- ¿Qué futuro tiene la diada derecha-izquierda? (1995)
- Movimientos conservadores en el siglo XX: ¿Qué hay que conservar? (1996)
- Verdad y mito del Chile (1998)
- Guerra Fría y la economía política internacional: El cobre en Chile, 1945-1952 (1998)
- El fin del viaje: ¿Una pérdida irrecuperable? (2000)
- Isaiah Berlin, la libertad compleja (2000)
- El terror y el dilema de la política mundial (2001)
- Europa Occidental y el desarrollo chileno, 1945-1973 (2003)
- Catolicismo y liberalismo en el Chile del siglo XX (2004)
- Residencia en la tierra: Lenguaje e historia (2004)
- ¿Contradicción o diada? Política exterior de Chile ante el Mercosur (2005)
- El dinamismo, la esperanza, los límites: El Papa Juan Pablo II en el siglo XX (2006)
- Una pensadora para nuestro tiempo: El centenario de Hannah Arendt (2006)
- Inserción global y malestar regional: La política exterior chilena en el ciclo democrático, 1990-2006 (2006)
- La crisis y la política moderna (2007)
- Chile y la Guerra de Irak (2008)
- El bosque de las ideas (2010)
- Del descubrimiento de los estados nacionales a la difícil interdependencia: Bicentenario de las relaciones internacionales de América Latina (2010)
- Por qué la historia escrita está abierta y siempre lo estará (2014)
- El fin del muro (2015)
- Entusiasmo y desconfianza. Populismo y relaciones internacionales en el caso Perón-Ibáñez. 1953-1955 (2015)
- Entre la geografía y el mundo: América Latina ante el sistema global (2016)
- Santa Misa de la Virgen del Carmen y oración por Chile (2018)
- El futuro socialista existe y funciona: La revolución rusa y la izquierda chilena hasta 1973 (2018)
- Democracia en Chile, búsqueda sin término (2018)
- El fallo de la Corte Internacional de Justicia y la política exterior chilena posterior a la Guerra del Pacífico (escrito junto con Sebastián Hurtado Torres) (2018)
- Hipótesis de conflicto en el Cono Sur: Chile ante Perú, 1968-1979 (escrito junto con Sebastián Hurtado Torres) (2022)
- ¿Peón o actor? Chile en la Guerra Fría (1962-1973) (2023)
- La guerra de 130 años. A propósito del conflicto de Gaza (2024)